# Koichi Maeda
Koichi Maeda (前田 晃一 Maeda Koichi?, nacido el 28 de mayo de 1991 en Osaka) es un exfutbolista japonés que se desempeñaba como defensa.

## Trayectoria

### Clubes
| Club                | País  | Año         |
| ------------------- | ----- | ----------- |
| FC Ryukyu           | Japón | 2014 - 2015 |
| Renofa Yamaguchi FC | Japón | 2015        |
| Fujieda MYFC        | Japón | 2016        |
| Nara Club           | Japón | 2017 - 2020 |

## Estadística de carrera

### J. League
| Club                | Año   | J. League | J. League | Copa J. League | Copa J. League | Total | Total |
| Club                | Año   | Part.     | Goles     | Part.          | Goles          | Part. | Goles |
| ------------------- | ----- | --------- | --------- | -------------- | -------------- | ----- | ----- |
| FC Ryukyu           | 2014  | 18        | 0         | -              | -              | 18    | 0     |
| FC Ryukyu           | 2015  | 19        | 0         | -              | -              | 19    | 0     |
| Renofa Yamaguchi FC | 2015  | 10        | 0         | -              | -              | 10    | 0     |
| Fujieda MYFC        | 2016  | 29        | 0         | -              | -              | 29    | 0     |
| Total               | Total | 76        | 0         | 0              | 0              | 76    | 0     |

## Palmarés

### Títulos nacionales
| Título    | Club                | País  | Año  |
| --------- | ------------------- | ----- | ---- |
| J3 League | Renofa Yamaguchi FC | Japón | 2015 |